# Марія Орлеанська (1865—1909)
Марія Амелія Франсуаза Єлена Орлеанська (фр. Marie Amélie Françoise Hélène d'Orléans),  13 січня 1865 — 4 грудня 1909) — французька принцеса з Орлеанського дому, донька принца Орлеанського Роберта Шартрського та принцеси Орлеанської Франсуази, дружина данського принца Вальдемара.

## Біографія

### Ранні роки

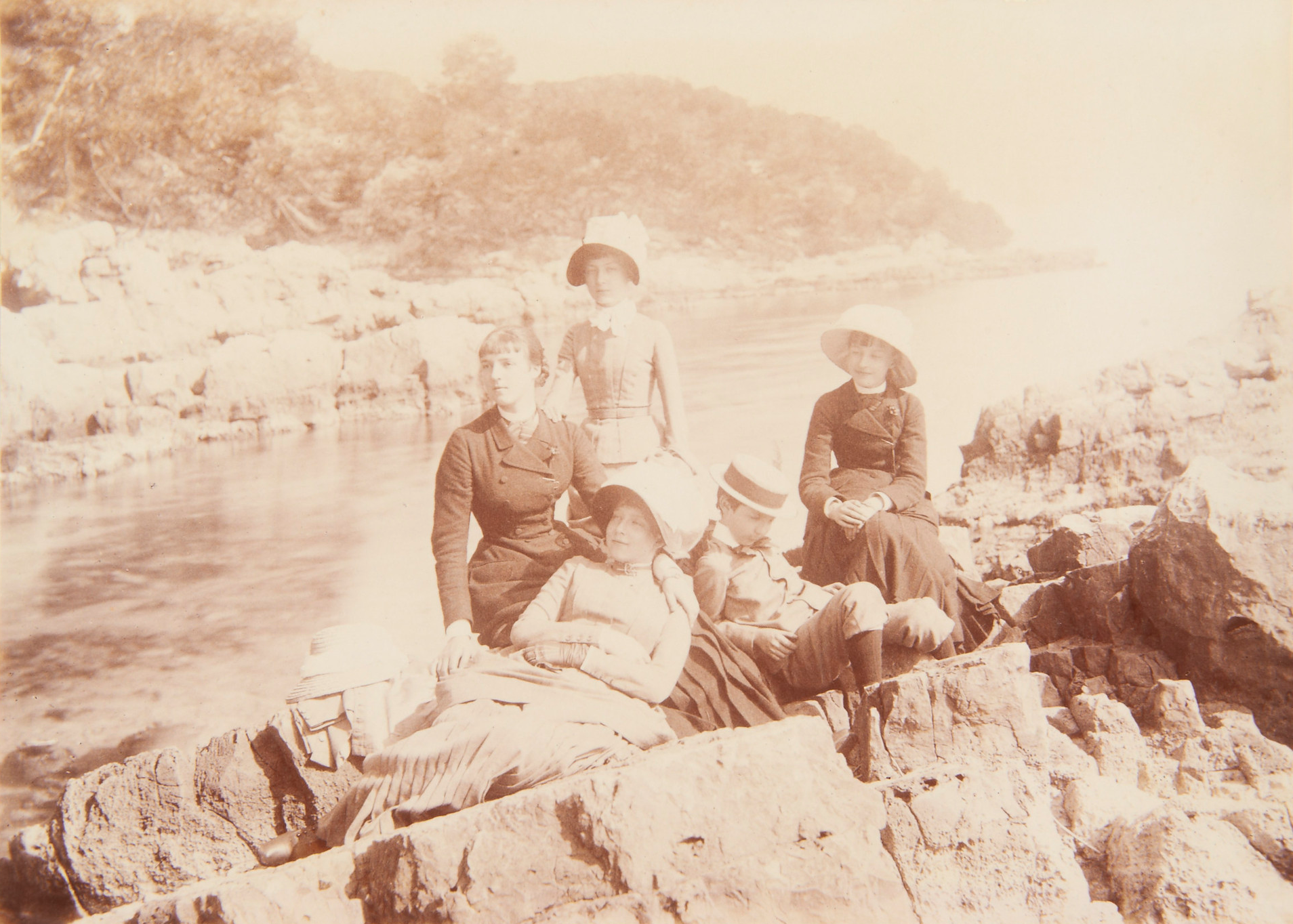
Марія (лежить) із братом та кузинами, 1884

Марія народилася 13 січня 1865 року у резиденції своїх батьків Морган-хаус у Лондоні. Вона стала первістком в родині герцога Шартрського Роберта та його дружини Франсуази Орлеанської, з'явившись на світ за півтора року після їхнього весілля. Мала молодших братів Роберта, Генріха та Жана й сестру Маргариту.
Сімейство мешкало у Лондоні через несприятливий політичний режим у Франції. Після його повалення у 1871 році родина повернулася до Парижу. Жили вони у шато Сен-Фірман поблизу замку Шантійї. Себе Марія називала буржуа (фр. une bourgeoise).

### Шлюбне життя
У віці 20 років Марія взяла шлюб із 27-річним данським принцом Вальдемаром, молодшим сином короля Крістіана IX. Во Франції вважалося, що союз політичний, організований дядьком нареченої, графом Паризьким. Втім, не відкидалася й версія щодо союзу через кохання. Оскільки наречений був протестантом, а Марія бажала зберегти своє віросповідання, пара отримала дозвіл від Папи Римського. Сини від цього союзу мали виховуватися у вірі батька, доньки — у вірі матері. 20 жовтня 1885 у Парижі пройшла цивільна церемонія. 22 жовтня у палаці в Е відбулося вінчання, супроводжуване великими урочистостями. Гостей було більше тисячі, у тому числі, представники королівських сімей Англії, Данії, Греції та Росії.
Молодята оселилися в Данії у палаці Бернсторф за межами Копенгагену. У столиці їхньою резиденцією став Жовтий палац, який був повністю переобладнаний в сучасному стилі, із безліччю різноманітних дрібниць та фотографій, екзотичних меблів та картин, нагадуючи суміш престижного будинку та художньої майстерні.
У пари народилося п'ятеро дітей. У Бернсдорфі жив також 16-річний небіж Вальдемара, Георг Грецький, відправлений до Данії для служби на флоті. Їхні стосунки з наставником часто змальовують як гомосексуальні. Сам Георг писав про це, описуючи момент відплиття з Копенгагену батьків, коли Вальдемар вперше узяв його за руку: «З того дня, з того моменту, я любив його, і у мене ніколи не було іншого друга, крім нього.» Зв'язок двох чоловіків тривав до самої смерті Вальдемара. Більшість дослідників погоджуються в тому, що їхні відносини не викликали несхвалення сім'ї.

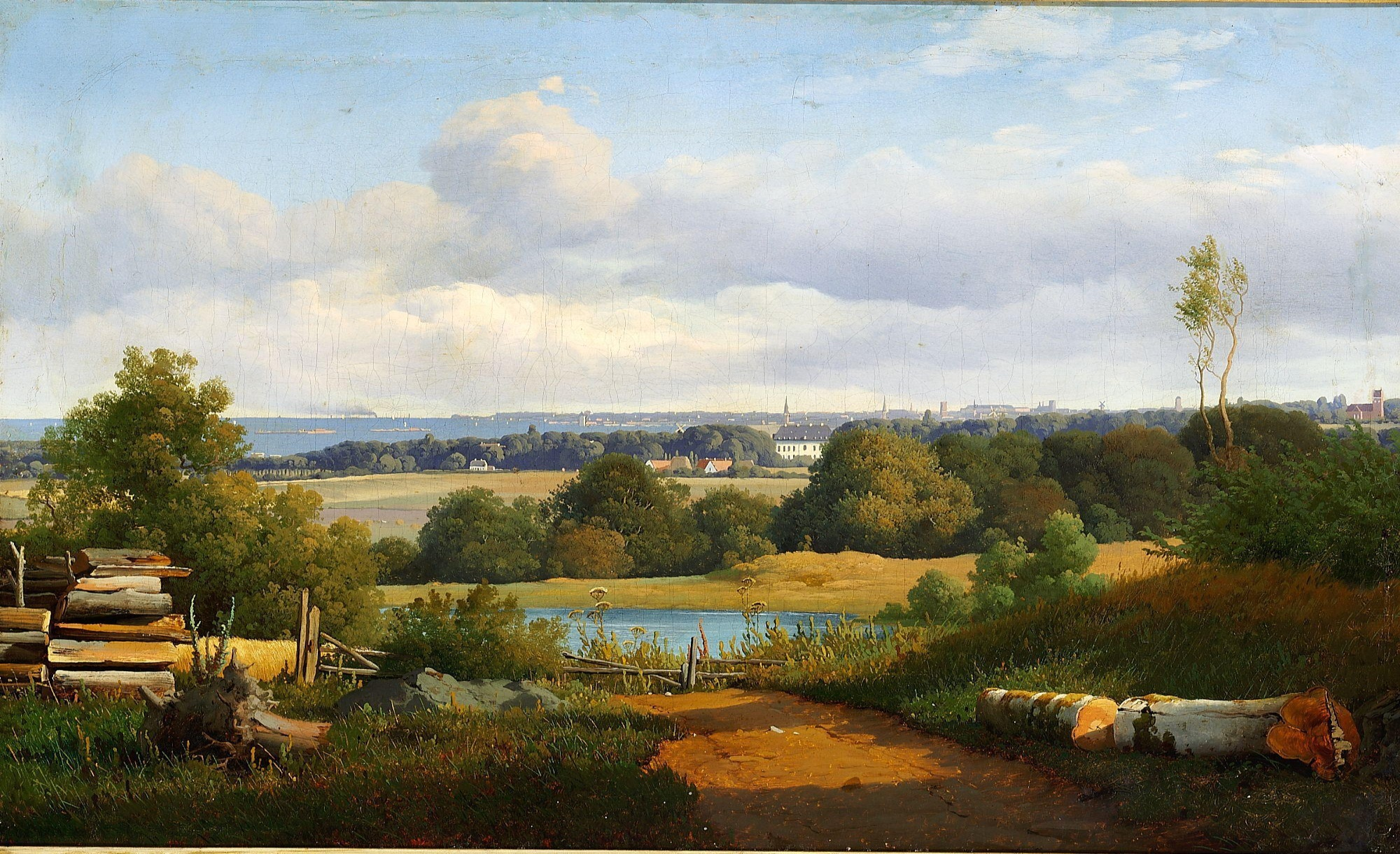
Місцина палацу Бернсдорф на палаці А. Е. Кілдрупа

З цього приводу існують протилежні оцінки шлюбу Марії. Згідно з одними, вона була нещасною, через що призвичаїлася до алкоголю, та мала коханця, капітана на прізвище Рісс. Згідно з іншими, шлюб був вдалим, спокійний темперамент чоловіка врівноважував імпульсивність Марії, а до Георга принцеса поставилася з розумінням і в майбутньому намагалася всіляко пояснити чоловічу близькість дружині Георга, Марії Бонапарт. Жінки вирішили не втручатися в інтимні моменти своїх чоловіків. Вони потоваришували і принцеса Бонапарт надалі захоплювалася Марією, вважаючи, що в родині лише вона має мізки, сміливість та характер. Під час подальших візитів дружини Георга, мали місце інтимні моменти між нею та Вальдемаром, а також її пристрасний флірт із принцом Оге. Втім, Марія не надавала цим подіям якоїсь уваги.

### Життя в Данії

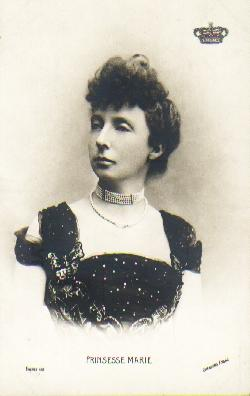
Світлина принцеси Марії близько 1890 року

У жовтні 1886 народне зібрання в Болгарії обрало Вальдемара своїм князем. Принц, порадившись із Марією, відхилив пропозицію. Росія кандидатуру не підтримала, а Крістіан IX відмовився приймати корону замість сина. У 1905 році Вальдемар мав також шанс стати королем Норвегії, що відокремилася. Зрештою, Марія залишилася у ранзі принцеси.
Вона мала добрі відносини зі свекрухою, королевою Луїзою, та була дуже популярною в народі. Відзначалася неформальною поведінкою, не була снобом, вірила у соціальну рівність, а свої церемоніальні обов'язки виконувала в нетрадиційній манері. Одного разу у 1896 році вона писала Герману Бангу:«Я вважаю, що людина, незалежно від свого становища, повинна бути сама собою».
Своїм дітям дала вільне виховання, її художній смак і звички домінували в їхній сім'ї. Данською мовою принцеса так повністю і не оволоділа, але була відома дотепністю, елегантністю й енергійністю. Мала незалежний характер та тверду точку зору, яку не соромилася висловлювати публічно. Була офіційним покровителем пожежників і дала себе сфотографувати з пожежною командою у пожежній формі. У відповідь на скарги щодо її нетрадиційної поведінки відповідала: «Нехай скаржаться, я просто щаслива».
На лівій руці принцеса мала татуювання у вигляді якоря. До цього, відвідуючи сім'ї моряків, вона побачила такі тату на руках у дружин моряків. Згідно повір'ям, вони повинні були забезпечити благополучне плавання чоловіків. Вальдемар Данський служив у військовому флоті, і вона вирішила, що якір-талісман повинен бути і у неї. Татуювання вона зробила на Далекому Сході, де була у подорожі і мала цікавий досвід, у тому числі, відвідин китайської опіумної курильні.
Багато часу Марія проводила з художниками. Для цього вона отримала дозвіл двору виходити з дому без супроводу фрейлін. Полюбляла малювати та фотографувати, займалася скульптурою. Була ученицею Отто Баче та Франца Хеннінгсена. Брала участь у художніх виставках у Шарлоттенборзі в 1889, 1901 та 1902 роках і була членом Данської Академії мистецтв. Стилістично, в останні роки перебувала під впливом ар-нуво. Доходи від продажів її робіт були пожертвувані на благодійні цілі. Кілька її робіт на даний час знаходяться в данських і зарубіжних колекціях.
Була захисником ряду католицьких установ, у тому числі Сестер Святого Йозефа та найстаріших їдалень, заснованих Луїзою Харбоу в кінці XIX сторіччя. Не задовольняючись символічною підтримкою благодійних організацій, вона часто брала активну участь в організації їхніх заходів.
Активно втручалася у політику, належала до партії лівого крила і брала участь у переконанні короля щодо затвердження реформ 1901 року, які призвели до призначення уряду Венстре та фактичного введення парламентаризму. У 1902 році відхилила ідею залишити данську Вест-Індію в США. Крім того, активно підтримувала інтереси Франції: з'являлася у французькій пресі, аби вплинути на франко-російський союз у 1894 році та на франко-німецький колоніальний конфлікт в Марокко в 1905 році. Була відомою палким антигерманізмом. Допомагала Гансу Нільсу Андерсену, засновнику Східно-Азійської компанії, з його справами у Таїланді.
Чоловік Марії та троє її синів перебували в Індії на шляху до Сіаму, коли отримали звістку, про смерть Марії у Бернсторффі 4 грудня 1909 року від злоякісного грипу. Її поховали у каплиці принцеси Марії в соборі Роскілле. Після її смерті, у Жовтому палаці жоден предмет меблів чи картина не були переміщені. Чоловік пережив її на тридцять років.

## Родина
Чоловік — Вальдемар Данський
Діти:
- Оге (1887—1940) — принц Оге, граф Русенборг, підполковник Французького іноземного легіону, був морганатично одружений із графинею Матильдою Кальві ді Берголо, мав єдиного сина, що не залишив нащадків;
- Аксель (1888—1964) — принц Данії, віце-адмірал Данського Королівського флоту, був одружений із шведською принцесою Маргаритою, мав двох синів;
- Ерік (1890—1950) — принц Ерік, граф Русенборг, займався фермерством, був морганатично одруженим із канадкою Луїзою Френсіс Бут, мав сина та доньку;
- Вігго (1893—1970) — принц Вігго, граф Русенборг, займався верховою їздою, був морганатично одружений із американкою Елеонорою Ґрін, дітей не мав;
- Маргрете (1895—1992) — дружина принца Парми Рене, мала із ним четверо дітей.

## Нагороди
- Великий хрест Ордену Святої Катерини (Російська імперія), (20 березня 1886).

## Вшанування пам'яті
- У 1911 році було заново відкрито відреставрований дім моряка, який отримав на честь принцеси назву Дім принцеси Марії для старих моряків та удів моряків.
- У 1912 році на пристані Лангелініє в Копенгагені було встановлено пам'ятник принцесі Марії роботи Карла-Мартіна Гансена.
- На її честь названа алея принцеси Марії у Фредеріксберзі.